# 마이크 몬도

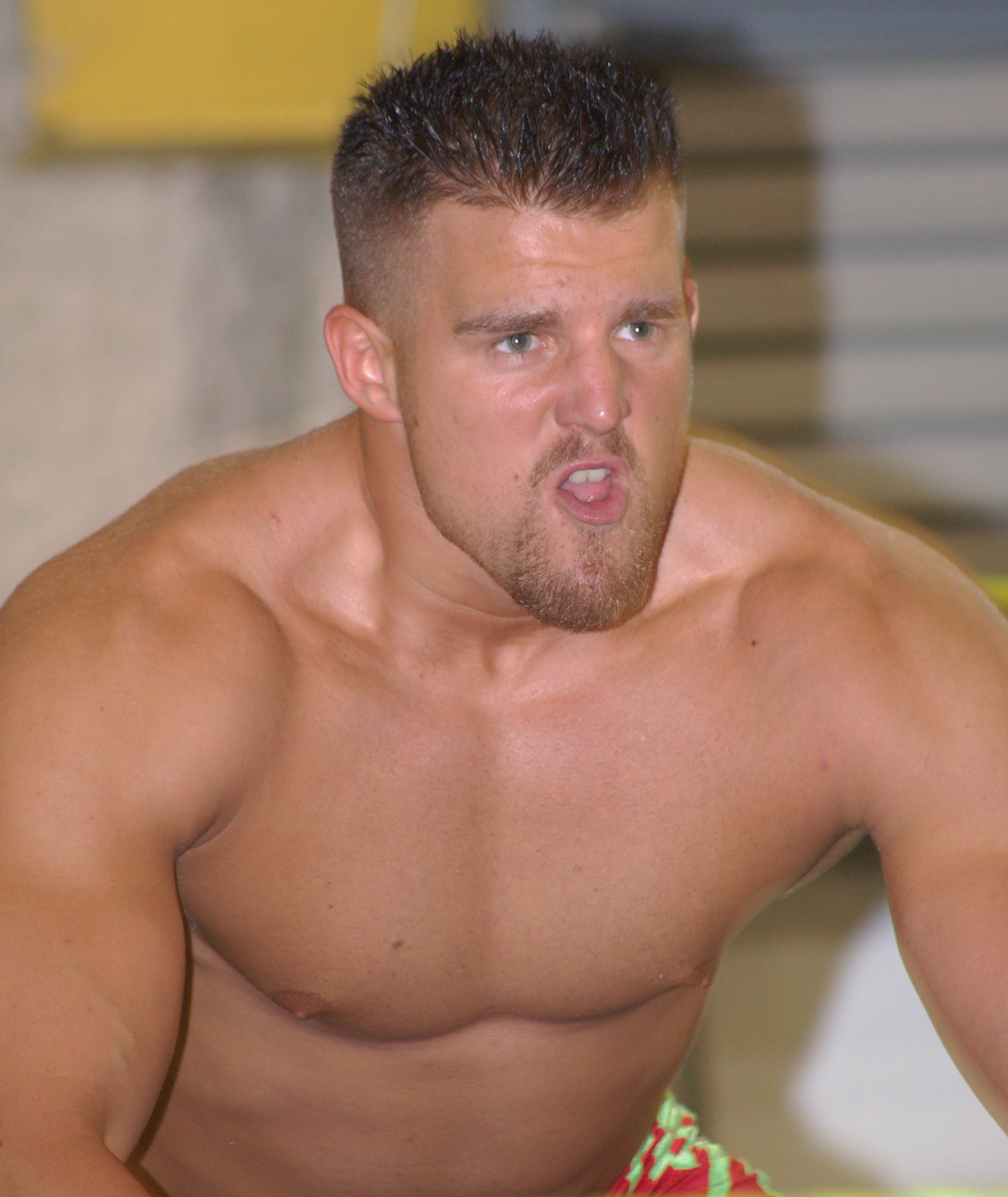
마이크 몬도

마이크 몬도(영어: Mike Mondo, 1983년 3월 26일 ~ )는 미국의 남자 프로레슬링선수로 본명은 마이클 브렌들리(영어: Michael Brendli)다. WWE 링네임이 미이키(영어: Mikey)로도 잘 알려져 있다. 현재는 WWE에서 스피릿 스쿼드라는 태그팀으로 활동하고 있다. 키는 167cm(5 ft 6 in)에다가 몸무게는 109kg(240 lb)이다. 피니쉬는 다이빙 센턴 밤, 리프팅 페이스버스터, 점핑 크루시픽스 파워밤으로 사용을 한다.

## Professional wrestling highlights
- Finishing moves
  - Diving senton bomb
  - Jumping crucifix powerbomb
  - Lifting facebuster
- Signature moves
  - Jumping senton
  - Superkick
  - Vertical suplex
- Manager
  - Da Beast
  - Kenny Bolin
  - Maryse
  - The Miz
- Nicknames
  - "The Giant Killer" (OVW)
- Entrance themes
  - "Bad H.S. Band" by Jim Johnston (January 23rd 2006; used as a member of the Spirit Squad)
  - "Team Spirit" by Jim Johnston (January 30, 2006 - December 4, 2006; used as a member of the Spirit Squad)
  - "Lose Yourself" by Jim Johnston (2007)
  - "I Came to Play" by Downstait (with Hollywood Intro; October 18, 2016 - October 25, 2016; used in tandem with The Miz)

## 수상
- 컴프로 월드 태그팀웨이트 챔피언 (1회) - 케니
- NYWC 월드 퓨전웨이트 챔피언 (1회)
- NYWC 월드 헤비웨이트 챔피언 (3회)
- NYWC 월드 태그팀웨이트 챔피언 (1회) - 케니
- NYWC 홀 오브 페임 (2016)
- OVW 월드 헤비웨이트 챔피언 (2회)
- OVW 월드 서던 태그팀웨이트 챔피언 (1회) - 터컨 셀릭
- OVW 월드 텔레비웨이트 챔피언 (1회)
- 씩스 OVW 트리펄 크라운 챔피언
- PCW 월드 태그팀웨이트 챔피언 (1회) - 케니
- 랭크드 135 오브 더 탑 500 레슬러즈 오브 더 이얼 인 더 PWI 500 인 2013
- WWE Raw 월드 태그팀웨이트 챔피언 (구 버전) (1회) - 조니, 케니, 미치 언드 니키